# ترامونتی
ترامونتی (به ایتالیایی: Tramonti) یک کومونه در ایتالیا است که در استان سالرنو واقع شده‌است.

## خصوصیات
ترامونتی ۲۴ کیلومترمربع مساحت و ۴٬۱۴۷ نفر جمعیت دارد و ۳۲۱ متر بالاتر از سطح دریا واقع شده‌است.

## خواهرخوانده
شهر Pézilla-la-Rivière خواهرخواندهٔ ترامونتی هست.